# Hymenogaster vulgaris
Hymenogaster vulgaris är en svampart som beskrevs av Tul. & C. Tul. 1846. Enligt Catalogue of Life ingår Hymenogaster vulgaris i släktet Hymenogaster,  och familjen Strophariaceae, men enligt Dyntaxa är tillhörigheten istället släktet Hymenogaster,  och familjen buktryfflar. Arten är reproducerande i Sverige. Inga underarter finns listade i Catalogue of Life.